# Dvojnonoge
Dvojnonoge ali kačice (znanstveno ime Diplopoda) so razred členonožcev in z okoli 11.000 opisanimi danes živečimi vrstami največja skupina stonog. Prepoznamo jih predvsem po značilnosti, da sta po dva člena njihovega oprsja zlita, zaradi česar imajo navidez po dva para nog na vsak člen. Po tej značilnosti je skupina dobila tudi ime. Poimenovanje »kačice« verjetno izvira iz valjaste oblike telesa nekaterih pogostih vrst.

## Telesne značilnosti
So majhni do srednje veliki členonožci; najmanjše vrste merijo 2 mm v dolžino, največje tropske vrste pa so dolge skoraj 30 cm. Glavna značilnost dvojnonog je, da so njihovi členi nastali z zraščanjem parov členov in imajo vse strukture podvojene. Imenujemo jih diplosomiti. Vsak člen tako nosi po dva para nog in dva para dihalnih odprtin, podvojevanje pa je očitno tudi v notranji zgradbi - v vsakem sta dva para ganglijev, dva para srčnih odprtin (ostij) in dva para odprtin dihalnega sistema. Izjema so le najbolj sprednji členi. Prvi člen za glavo, ki pri drugih členonožcih nosi drugi par maksil, je enojen, brez okončin in tvori nekakšen »ovratnik«. Naslednji trije so dvojni, a iz vsakega izrašča samo po en par nog. Pri nekaterih skupinah dvojnonog je brez nog tudi zadnjih eden do pet členov. Telo je pri večini dvojnonog valjasto, pri nekaterih pa ob strani štrlijo listasti izrastki skeleta in so bolj ploščatega videza. Skelet je zelo trd, prepojen s kalcijevimi solmi. Največkrat je v odtenkih rjave barve ali črn, občasno rdečkast ali oranžen, nekatere vrste iz Južne Kalifornije pa so tudi bioluminiscenčne. Noge za razliko od drugih stonog izraščajo na trebušni namesto na bočni strani, kar naj bi bila prilagoditev na ritje pod zemljo.
Pri več skupinah dvojnonog se je, verjetno neodvisno, razvila sposobnost zvijanja v kroglico. S to obrambno reakcijo žival izpostavi samo trdo površino na hrbtni strani telesa in zaščiti občutljive noge ter glavo. Po telesni zgradbi so podobne nekaterim rakom enakonožcem (mokricam), a jih je možno od njih enostavno ločiti po številu nog, ki jih imajo enakonožci le sedem parov, po enega na vsak člen. Daljše dvojnonoge valjaste oblike se ob nevarnosti zvijejo v spiralo. Večina vrst ima ob strani telesa tudi mikroskopska izvodila obrambnih žlez, ki izločajo hlape cianovodikove kisline (HCN) ali kakšno drugo jedko snov, kot je 2-nitroetenilbenzen. Ta raztaplja skelet mravelj in drugih žuželk oz. draži kožo ter oči večjih plenilcev. Pri nekaterih primatih, kot so lemurji, je bilo opaženo, da ujamejo manjše število dvojnonog in jih namenoma dražijo, pri čemer dvojnonoge v obrambi sprostijo toksine. Le-te primati nanesejo po celem telesu in se tako zaščitijo pred zajedavskimi žuželkami, kot so komarji; v tem primeru so toksini dvojnonog praktično naravni insekticid.
Glava je največkrat močno obokana na zgornji in sploščena na spodnji strani. Ob stani ji dajeta obliko veliki mandibuli, obustni aparat pa poleg njiju sestavlja še par maksil, ki sta zraščeni skupaj in tvorita ustni poklopec (gnatohilarij) na spodnji strani ustne odprtine. Poleg tega so na glavi še kratke, kijaste tipalnice in oči. Tipalnice gradi osem členov, kijast videz jim dajeta peti in šesti, ki sta povečana. Oči sestavljajo enostavna očesca, ki so gručasto razporejena ob strani glave. Pri jamskih vrstah so oči zakrnele, tudi te pa imajo po telesu na svetlobo občutljive čutnice. Poleg oči in tipalnic je na glavi od čutil še parni Tömösváryjev organ, s katerim žival zaznava vlažnost okolja, verjetno pa sodeluje tudi pri kemorecepciji.

## Razmnoževanje in razvoj
Parna spolna odprtina samic leži tik za tretjim parom nog in jo ob neuporabi prekriva trden poklopec. Semenovodi samcev se prav tako odpirajo na spodnji strani tretjega (genitalnega) člena. Kot zunanji spolni organ služijo pri večini dvojnonog spremenjene noge na sedmem členu (gonopodi), bodisi en, bodisi oba para. Lahko je za pomoč pri parjenju modificiran tudi kakšen dodaten par nog. Med parjenjem se samec postavi s svojimi gonopodi nasproti samičinih spolnih odprtin in prenese spermo vanje. Samica jo shrani v spermateki in oplodi jajčeca ob izleganju. Izjema so predstavniki podrazreda Penicillata, kjer je prenos sperme posreden; samec sprede na tleh poseben podstavek in izloči spermo nanj, samica pa jo pobere (podobno kot pri malonogah).
Izležejo 10 do 300 jajčec naenkrat (odvisno od vrste), pogosto jih obdajo z zaščitno kapsulo, ki jo ličinka ob izvalitvi požre. Predstavniki mnogih vrst zgradijo za jajčeca gnezdo in ga varujejo tudi po več tednov. Neredek je tudi pojav partenogeneze, kjer se ličinke izležejo iz neoplojenih jajčec. Tekom svojega življenja lahko samica izleže tudi do 2000 jajčec v več gnezdih, ki jih oplojuje s shranjeno spermo.
Ličinke se pri večini izležejo v nekaj tednih. Razvoj je anamorfen; ob izvalitvi imajo osebki samo prve tri pare nog in največ sedem členov. Ob vsaki levitvi se število členov poveča in s tem žival postaja vedno daljša. Mnoge dvojnonoge se pred levitvijo obdajo s posebno kamrico, podobno tisti, ki jo zgradijo za jajčeca. Tropske vrste v njej tudi preživijo sušna obdobja. Po levitvi odvržen skelet požrejo, kar verjetno služi obnavljanju zalog kalcija. Posebnost nekaterih dvojnonog je t. i. periodomorfoza, ko se žival preobrazi v spolno zrelo, ob naslednji levitvi pa je ponovno spolno neaktivna. Ta pojav še ni pojasnjen.
V primerjavi z večino drugih kopenskih členonožcev imajo dolgo življenjsko dobo. Počasen razvoj je verjetno posledica nizke prehranske vrednosti njihove hrane. Živijo od enega do več kot deset let, odvisno od vrste. Za primer, kroglasta kačica vrste Glomeris marginata živi do 11 let, od tega več let kot ličinka.

## Ekologija
Večinoma se izogibajo svetlobi in se zadržujejo pod listjem, kamni, lubjem ali v prsti, veliko vrst je tudi jamskih. Z redkimi izjemami so vezane na vlažne habitate, saj večinoma ne morejo učinkovito zadrževati vode. Živijo po vsem svetu, posebej raznolika je tropska favna. Zaradi kalcija v skeletu so vezane na karbonatno podlago. Zaradi počasnega premikanja je sposobnost poseljevanja novih habitatov omejena, zato se je razvilo mnogo vrst z majhnim območjem razširjenosti. Stopnja endemizma je tako velika.
Večina vrst je rastlinojedih detritivorov, prehranjujejo se z odmrlim rastlinskim materialom. Hranijo se tako, da zmehčajo substrat s slino in ga postrgajo s čeljustmi, razen predstavnikov tropske družine Siphonophoridae, ki srkajo rastlinske sokove s pomočjo dolgega, ostrega »kljuna«. Zaradi neučinkovite prebave izločijo med 80 in 90% zaužitih snovi (delež suhe mase). Nekaj manjših skupin je plenilskih ali vsejedih; lovijo največkrat žuželke, druge stonoge in deževnike.
Dvojnonoge predstavljajo pomemben del prehrane mesojedih hroščev, predvsem krešičev in kratkokrilcev. Večino mravelj njihove obrambne spojine uspešno odvračajo, a je znanih vsaj pet vrst mravelj, ki jih plenijo. Uspešni plenilci so tudi manjši sesalci, npr. ježi. Nekatere dvojnonoge živijo v sožitju z mravljami ali termiti. V zameno za varnost delujejo kot čistilci v gnezdih, iz katerih odstranjujejo odmrle organske drobce (detritus).
So izključno kopenski organizmi in kot ena najštevilčnejših skupin talnih živali pomembni v razgradnji organskih snovi in pedogenetskih procesih (nastajanju prsti). V vlažnih okoljih z drobljenjem listnega odpada olajšajo naselitev mikroorganizmov. Še posebej pomembne pa so redke vrste, ki uspevajo v suhih habitatih, saj v takem okolju praktično ni drugih talnih organizmov. Zaradi dolge generacijske dobe, počasnega premikanja in majhnega območja razširjenosti so mnoge vrste občutljive na okoljske spremembe, posebej tiste, ki jih povzroča človek.

### Pomen za človeka
V primeru da zmanjka drugih organskih snovi, lahko nekatere vrste postanejo s stališča človeka škodljivci, saj pričnejo obžirati gomolje in korenine, vendar je njihov ekonomski vpliv v primerjavi s škodljivimi žuželkami zanemarljiv. Včasih obžirajo rastline tudi zato, da dobijo vodo v času suše. Največ zabeleženih primerov škode je na nasadih krompirja in sladkornega trsa. Večinoma napadajo že poškodovane rastlinske organe. 
Verjetno najbolj znan pojav pri dvojnonogah pa je občasno rojenje, ko se nenadoma pojavijo ogromne skupine teh živali in dobesedno preplavijo okolico. V Zahodni Virginiji (ZDA) je leta 1949 tak roj, ki so ga ocenili na 65 milijonov osebkov, preplavil 75 akrov kmetijskih zemljišč. Z različnih delov sveta so zabeleženi tudi primeri, ko so roji dvojnonog, ki so se premikale čez železniške proge, ustavljali vlake. Rojenja se dogajajo vsakih nekaj let. Razlogi zanje še niso znani, tako da jih ne znamo predvideti.
V manjši meri predstavljajo dvojnonoge nevšečnost, kadar lezejo v človekova bivališča. Njihovi toksini sicer nimajo velikega učinka na človeka, kljub temu pa dražijo kožo in sluznice. Glavni učinek toksinov je v splošnem razbarvanje (dekoloracija) kože, poleg tega pa lahko povzročijo bolečine, srbenje ter lokalizirano rdečino (eritem), ekcem in oteklino (edem). V stiku z očesom povzročijo splošni vnetni odziv, ki je močnejši od splošnega konjunktivitisa (vnetje veznice) in keratitisa (vnetje roženice). Zdravljenje je usmerjeno v olajševanje območnih učinkov.

## Evolucija in sistematika
Na račun trdega kalcificiranega skeleta je fosilni zapis dvojnonog razmeroma dobro ohranjen, a neenakomeren in za določene geološke dobe še ni znanih fosilov. Predniki dvojnonog so bili verjetno vodne živali. Najstarejše ostanke, ki jih je mogoče nedvoumno uvrstiti med dvojnonoge pa datiramo v srednji silur, pred dobrih 420 milijoni let. Leta 2004 je amaterski iskalec fosilov v bližini Stonehavna na Škotskem odkril delno ohranjen fosil vrste dvojnonoge, ki so jo kasneje v opisu po njem poimenovali Pneumodesmus newmani. Tamkajšnje kamninske sklade datirajo v srednji silur, približno 423 milijonov let v preteklost. Najdba je pomembna, saj ima fosil dobro ohranjene odprtine sistema vzdušnic, kar je neposredni dokaz, da je vrsta živela na kopnem, s čimer je to najstarejša znana kopenska žival. Fosilne predstavnike iz silurja in devona uvrščajo v danes izumrl red Archipolypoda, ki pa verjetno ne predstavlja evolucijsko izvorne linije dvojnonog. Število vrst se je močno povečalo v devonu in karbonu, ko je nastala favna kopenskih razkrojevalcev. V karbonu se je razvilo več sodobnih skupin dvojnonog. Med karbonom in oligocenom je fosilov malo, oligocenski pa so bogato zastopani v jantarju.
Določanje dvojnonog je težavno, razlikovanje temelji predvsem na obliki gonopodov, torej je možno do vrste določati le odrasle samce. Opisanih je okrog 11.000 vrst, na podlagi znanih stopenj endemizma pa ocenjujejo, da živi po vsem svetu 80.000 vrst. Trenutno sprejeta taksonomija skupine deli živeče predstavnike dvojnonog na petnajst redov v treh podrazredih. Med njimi je izvoren podrazred Penicillata s približno 160 znanimi vrstami, ki imajo mehak skelet in so poraščene s šopi ščetin. Veliko večino vrst uvrščamo v podrazred Helminthomorpha.
Podskupine si po filogenetskem zaporedju sledijo:
- bazalni rod Eileticus (fosilni)
- Podrazred Penicillata Latreille, 1831
  - Red Polyxenida Lucas, 1840 (čoponoge kačice)
- Podrazred Arthropleuridea (približna uvrstitev; fosilni)
- Podrazred Zosterogrammida Wilson, 2005 (fosilni)
- Podrazred Pentazonia Brandt, 1833; majhne dvojnonoge, ki se lahko zvijejo v kroglico
  - bazalni rod Amynilyspes (fosilni)
  - Nadred Limacomorpha
    - Red Glomeridesmida Latzel, 1884; majhne tropske dvojnonoge brez oči, trup sestavlja 22 členov

  - Nadred Oniscomorpha
    - Red Glomerida Leach, 1814 (krogličarke); trup obokan, druga in zadnja hrbtna plošča skeleta povečana in omogočata živalim, da se zvijejo v tesno zaprto kroglico
    - Red Sphaerotheriida Brandt, 1833
      - Družina Sphaerotheriidae Koch, 1847
      - Družina Sphaeropoeidae Brölemann, 1913
- Podrazred Archipolypoda Scudder, 1882
- Podrazred Helminthomorpha Pocock, 1887
  - Nadred Pleurojulida Schneider & Werneburg, 1998 (fosilni)
  - Nadred Colobognatha (mogoče parafiletska)
    - Red Polyzoniida Gervais, 1844; gonopodi podobni ostalim nogam, pred njimi je osem parov nog
    - Red Platydesmida DeSaussure, 1860
    - Red Siphonophorida Hoffman, 1980

  - Nadred "Merocheta"
    - Red Polydesmida Pocock, 1887 (ploske kačice); splošno razširjene, telo sploščeno, trup iz 20 členov.

  - Nadred Nematophora
    - bazalni rod Hexecontasoma (fosilni)
    - Red Callipodida Bollman, 1893
    - Red Chordeumatida Koch, 1847
    - Red Stemmiulida Pocock, 1894

  - Nadred Diplocheta
    - Red "Xyloiuloida" Cook, 1895 (fosilni)
    - Red Julida Brandt, 1833; pogoste v območjih z zmernim podnebjem, trup iz 30 do 90 členov.
    - Red Siphoniulida Cook, 1895
    - Red Spirobolida
    - Red Spirostreptida; tropski predstavniki tega redu so največje dvojnonoge

### Dvojnonoge v Sloveniji
Raznolikost, razširjenost in ekologija dvojnonog so v Sloveniji razmeroma slabo poznane, čeprav so jih intenzivno raziskovali Narcis Mršić in več tujih biologov. Za slovensko ozemlje je znanih 139 vrst, vendar je pri mnogih taksonomski status nejasen. Mnogo je endemitov.
Splošno razširjene in pomembne so vrste iz rodu krogličark (Glomeris) in vrsta Haploglomeris multistriata, najobsežnejša skupina pa so Helminthomorpha. Med helmintomorfi so v pedogenetskih procesih najpomembnejše železne kačice (družina Julidae).